# Megachile adelaidae
Megachile adelaidae är en biart som beskrevs av Cockerell 1910. Megachile adelaidae ingår i släktet tapetserarbin, och familjen buksamlarbin. Inga underarter finns listade i Catalogue of Life.